# Клёпов, Андрей Сергеевич
Андрей Сергеевич Клёпов (род. 1917, с. Атаевка) — депутат Совета Национальностей Верховного Совета СССР седьмого созыва (1966—1970). Герой Социалистического Труда (1965).

## Биография
Родился в 1917 году в селе Атаевка, русский.
Рано потерял родителей, они умерли в один год от голода.
Получил неполное среднее образование (четыре класса).
В пятнадцатилетнем возрасте перебрался на жительство к родной тётке в Грозный.
С 1933 года учился в школе «Нефтеуч».
Работал на Грозненском крекинг-заводе помощником оператора, оператором, старшим оператором установки термокрекинга.
В 1938 году был призван в РККА.
В 1940 году был демобилизован, после чего вернулся работать на Грозненский крекинг-завод. Был старшим оператором, потом начальником установки термокрекинга.
В 1945 году был награждён медалью «За победу над Германией в Великой Отечественной войне 1941—1945 гг.».
В 1946 году стал членом КПСС.
С 1951 года — старший оператор Грозненского крекинг-завода.
Был награждён медалью «За трудовую доблесть», орденами «Знак Почёта» и Трудового Красного Знамени.
Указом Президиума Верховного Совета СССР от 24 декабря 1965 года «за особые заслуги в развитии народного хозяйства Чечено-Ингушской АССР» было присвоено звание Героя Социалистического Труда с вручением Ордена Ленина и Золотой медали «Серп и молот».
Был делегатом XXIII съезда КПСС.
12 июня 1966 года был избран депутатом Совета Национальностей Верховного Совета СССР от Заводского избирательного округа № 669 Чечено-Ингушской АССР. Являлся членом Комиссии законодательных предположений. В этом качестве активно участвовал в обсуждении вопросов соблюдения трудового законодательства на предприятиях и в организациях строительства и пищевой промышленности.

## Семья
Любовь Ивановна Клёпова — жена. Зубной врач.
- Анатолий Андреевич Клёпов — сын. В 1972 году был студентом пятого курса нефтяного института[16].
- Виктор Андреевич Клёпов — сын. В 1972 году был студентом нефтяного техникума, работал токарем на Грозненском крекинговом заводе[16].